# Jully
Jully és un municipi francès, situat al departament del Yonne i a la regió de Borgonya - Franc Comtat. L'any 2007 tenia 138 habitants.

## Demografia

### Població
El 2007 la població de fet de Jully era de 138 persones. Hi havia 57 famílies, de les quals 15 eren unipersonals (15 homes vivint sols), 19 parelles sense fills, 19 parelles amb fills i 4 famílies monoparentals amb fills.
La població ha evolucionat segons el següent gràfic:
Habitants censats

### Habitatges
El 2007 hi havia 92 habitatges, 62 eren l'habitatge principal de la família, 26 eren segones residències i 4 estaven desocupats. Tots els 92 habitatges eren cases. Dels 62 habitatges principals, 54 estaven ocupats pels seus propietaris, 2 estaven llogats i ocupats pels llogaters i 6 estaven cedits a títol gratuït; 1 tenia dues cambres, 4 en tenien tres, 15 en tenien quatre i 43 en tenien cinc o més. 47 habitatges disposaven pel capbaix d'una plaça de pàrquing. A 30 habitatges hi havia un automòbil i a 30 n'hi havia dos o més.

### Piràmide de població
La piràmide de població per edats i sexe el 2009 era:
| Homes | Edats   | Dones |
| ----- | ------- | ----- |
| 0     | 95 o +  | 0     |
| 0     | 90 a 94 | 0     |
| 4     | 85 a 89 | 4     |
| 0     | 80 a 84 | 4     |
| 4     | 75 a 79 | 4     |
| 4     | 70 a 74 | 0     |
| 8     | 65 a 69 | 8     |
| 4     | 60 a 64 | 4     |
| 8     | 55 a 59 | 4     |
| 4     | 50 a 54 | 12    |
| 8     | 45 a 49 | 4     |
| 0     | 40 a 44 | 0     |
| 4     | 35 a 39 | 8     |
| 4     | 30 a 34 | 4     |
| 4     | 25 a 29 | 4     |
| 12    | 20 a 24 | 0     |
| 8     | 15 a 19 | 4     |
| 4     | 10 a 14 | 0     |
| 0     | 5 a 9   | 0     |
| 0     | 0 a 4   | 0     |

## Economia
El 2007 la població en edat de treballar era de 87 persones, 63 eren actives i 24 eren inactives. De les 63 persones actives 62 estaven ocupades (33 homes i 29 dones) i 1 aturada (1 dona i 1 dona). De les 24 persones inactives 17 estaven jubilades, 4 estaven estudiant i 3 estaven classificades com a «altres inactius».

### Ingressos
El 2009 a Jully hi havia 63 unitats fiscals que integraven 147 persones, la mediana anual d'ingressos fiscals per persona era de 17.261 €.

### Activitats econòmiques
Dels 4 establiments que hi havia el 2007, 2 eren d'empreses de fabricació d'altres productes industrials, 1 d'una empresa de serveis i 1 d'una entitat de l'administració pública.
L'any 2000 a Jully hi havia 15 explotacions agrícoles que ocupaven un total de 1.770 hectàrees.

## Poblacions més properes
El següent diagrama mostra les poblacions més properes.